# Juin 1804

## Événements
- 21 juin : Usman dan Fodio prêche la guerre sainte des Fulani (djihad) contre les Haoussas et remporte la victoire sur l’armée de Younfa à Tabkin Kwato. Il est proclamé Commandeur des Croyants et règne sur le Gober (fin en 1817). Création de l'Empire Peul de Sokoto (1804-1859)[1].
  - Bubakar Ludduji, un Peul qui était avant considéré comme marabout des Zarma dans le Dallol Bosso, ouvre les hostilités contre les Zarma deux semaines après l’avènement d’Usman dan Fodio dans le pays Haoussa[2].

- 22 juin, France : les congrégations religieuses sont soumises à autorisation.

- 25 juin, France : Georges Cadoudal est guillotiné à Paris.

## Naissances
- 1er juin : Mikhaïl Ivanovitch Glinka, compositeur russe, fondateur de l'école musicale russe moderne. († 15 février 1857).
- 5 juin : Robert Hermann Schomburgk (mort en 1865), explorateur anglais.
- 10 juin : Hermann Schlegel (mort en 1884), ornithologue et herpétologiste allemand.
- 24 juin :
  - Stephan Ladislaus Endlicher, botaniste et linguiste autrichien († 28 mars 1849).
  - Augustus Macdonald (mort en 1862), écrivain et homme politique britannique